# Карлос Марін
Карлос Марін (13 жовтня 1968, Рюссельсгайм-ам-Майн, ФРН — 19 грудня 2021) — іспанський співак (баритон). Один з чотирьох солістів квартету Il Divo, який продав понад 28 мільйонів платівок по всьому світу.

## Освіта
Закінчив Мадридську консерваторію.

## Дискографія

### У складіIl Divo
- 2004 — Il Divo
- 2005 — Ancora
- 2006 — Siempre
- 2008 — The Promise
- 2011 — Wicked Game
- 2013 — A Musical Affair
- 2015 — Amor & Pasión